# Salih ibn Tarif
Sàlih ibn Tarif (en àrab صالح بن طريف Ṣāliḥ ibn Tarīf) (conegut vers 748-794/795) fou el segon rei dels amazics barghawata que es va autoproclamar profeta d'una nova religió.
El seu pare Tarif ibn Xamaün ibn Yaqub ibn Ishaq, que hauria combatut al costat de Maysara vers el 740 i fou després reconegut com cap de les tribus de Tamasma. El seu fill Sàlih el va succeir vers 748 o 749; va establir una nova doctrina i va viatjar a Orient deixant al poder al seu fill Al-Yassa, que el va succeir el 794/795 i al que va demanar no fer pública la nova religió, ja que ell tornaria després de set successors. Yunus ibn al-Yassa va proclamar el seu avi com a profeta i va desvetllar les seves doctrines i un Alcorà en amazic. No obstant algunes informacions suggereixen que fou Yunus qui va inventar la religió i fou ell qui va viatjar a Orient; la nova religió tenia molta influència kharigita sufrita.